# Зеблази
Зеблази (до 2021 - Зеблози) — село в Україні, у Кременецькій міській громаді Кременецького району Тернопільської області. Розташоване на сході району. До 2020 було підпорядковане Чугалівській сільській раді.
Населення — 152 особи (2003).

## Історія
Поблизу Зеблазів виявлено археологічні пам'ятки пізнього палеоліту.
Інститут української мови НАН України відзначав, що назва Зеблози закріпилися в 60-х роках ХХ ст. До того часу зазначене поселення мало назву Зеблази.
1 жовтня 1933 року утворено ґміну Угорськ Кременецького повіту і село включено до неї.
12 червня 2020 року, відповідно до розпорядження Кабінету Міністрів України № 724-р «Про визначення адміністративних центрів та затвердження територій територіальних громад Тернопільської області», увійшло до складу Кременецької міської громади.
19 липня 2020 року, в результаті адміністративно-територіальної реформи та ліквідації Кременецького (1940-2020) району, село увійшло до складу новоутвореного Кременецького району.
3 березня 2021 року Верховна Рада України прийняла постанову № 5083 про перейменування села Зеблози на Зеблази.

## Населення

### Мова
Розподіл населення за рідною мовою за даними перепису 2001 року:
| Мова       | Кількість | Відсоток |
| ---------- | --------- | -------- |
| українська | 149       | 100%     |

## Галерея

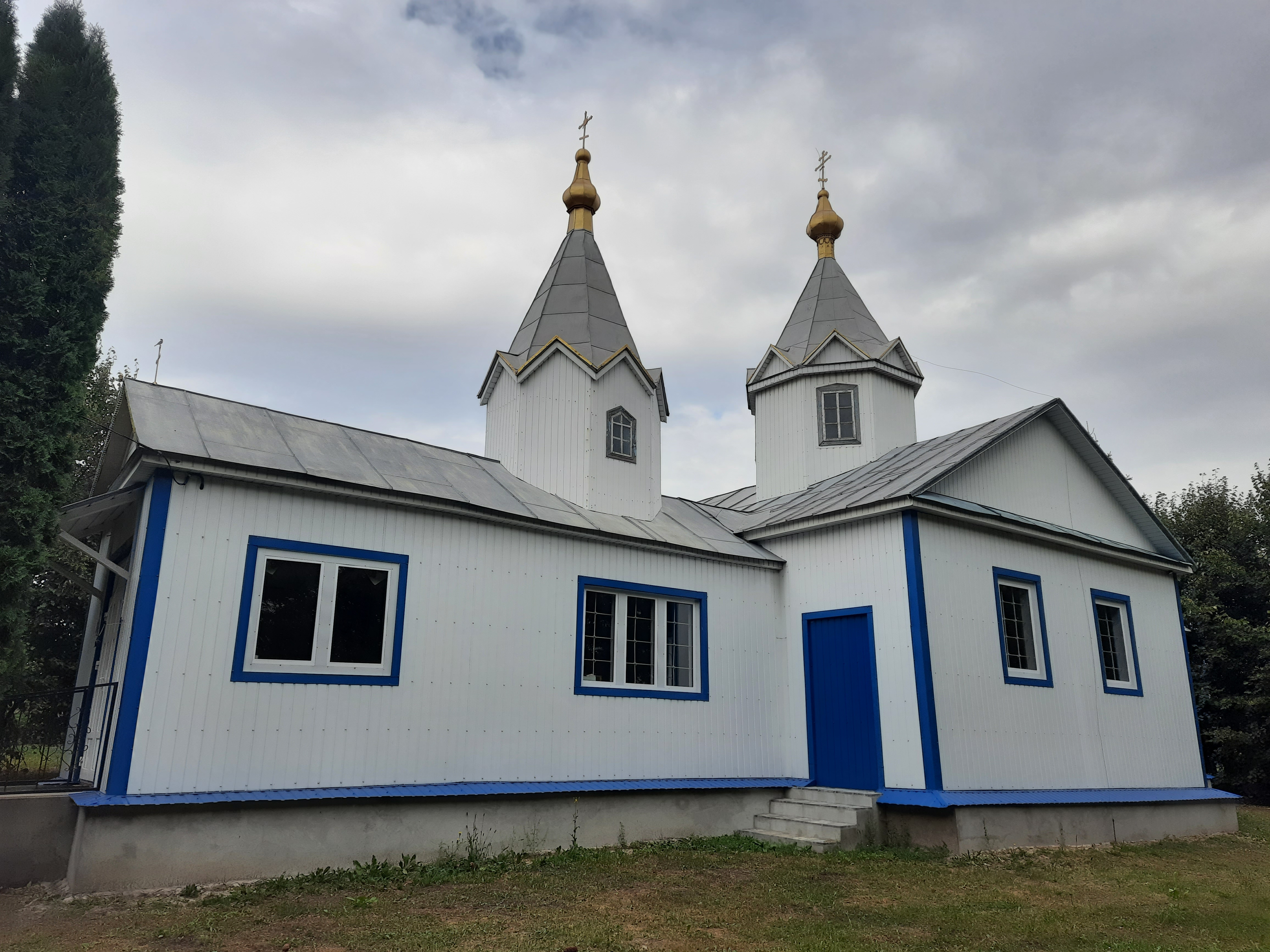
Церква Святого Володимира
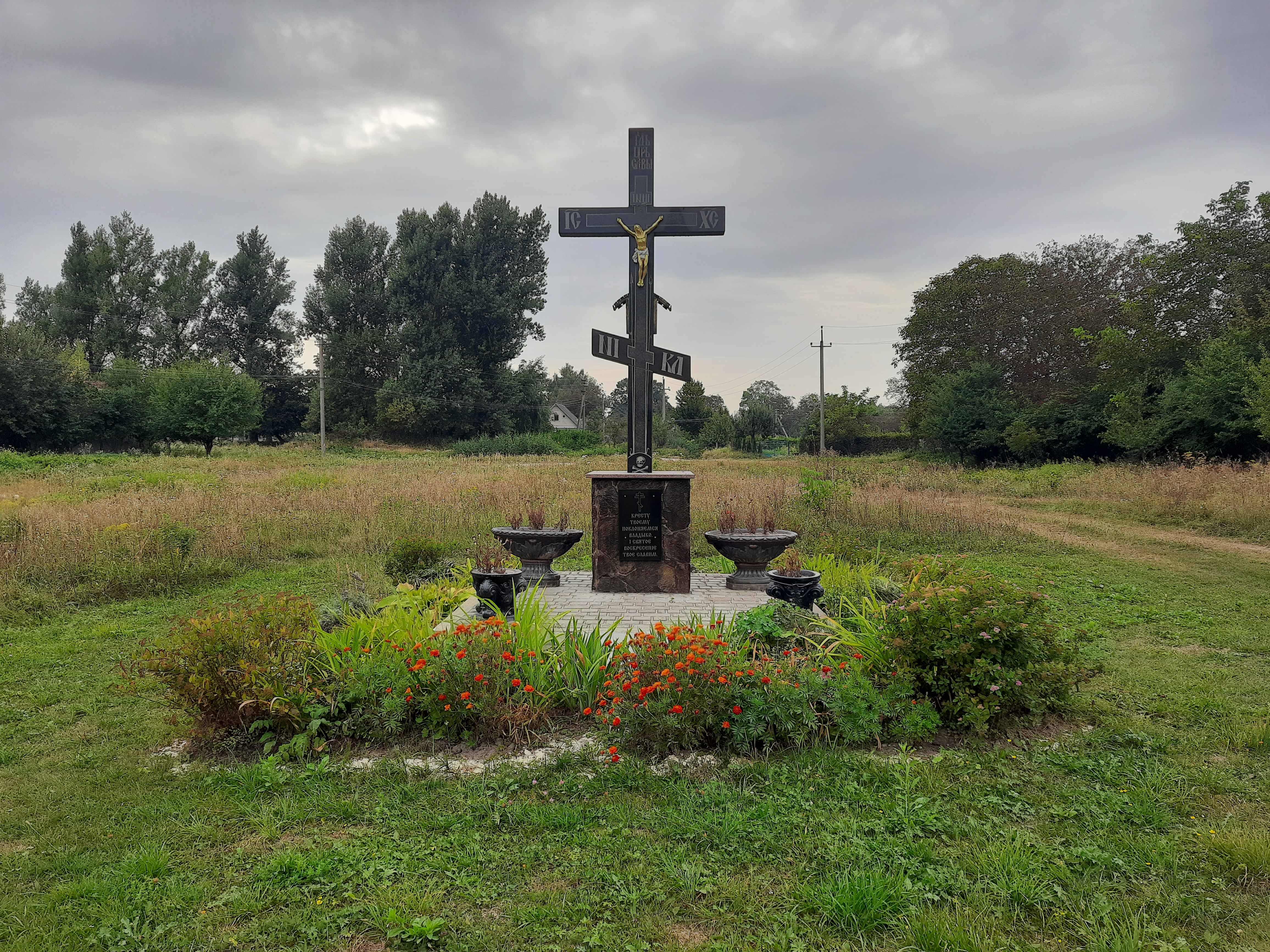
Пам'ятний хрест